# Хитцаккер (Эльба)
Хитцаккер (нем. Hitzacker) — город в Германии, в земле Нижняя Саксония.
Входит в состав района Люхов-Данненберг. Подчиняется управлению Эльбталауэ. Население составляет 4888 человек (на 31 декабря 2010 года). Занимает площадь 58,44 км². Официальный код — 03 3 54 009.
Город подразделяется на 12 городских районов.
У Хитцаккера в семейном поместье родился принц-консорт Нидерландов Клаус фон Амсберг.

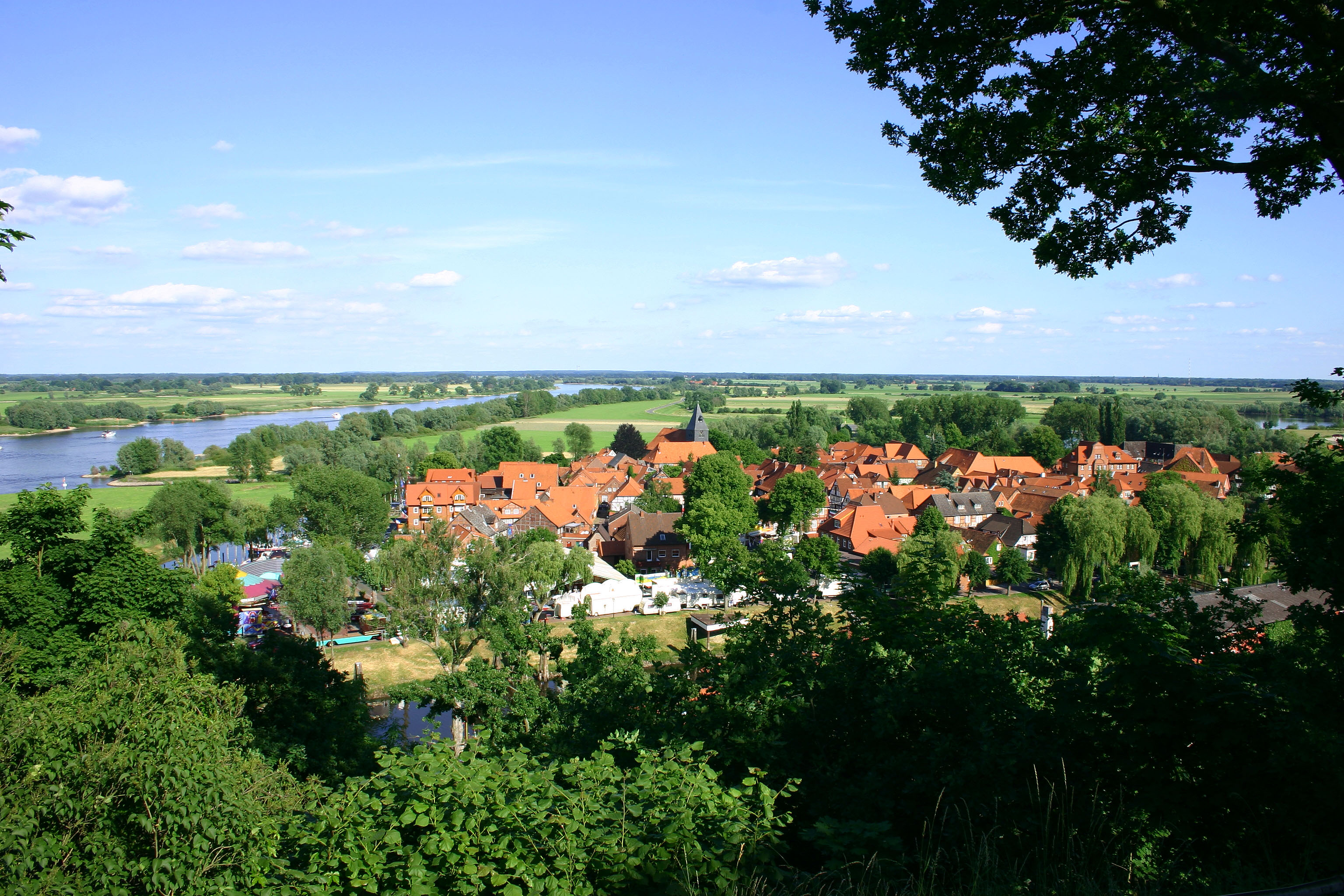
Хитцаккер (Эльба)